# Ligne de tramway Marignac - Pont-du-Roy

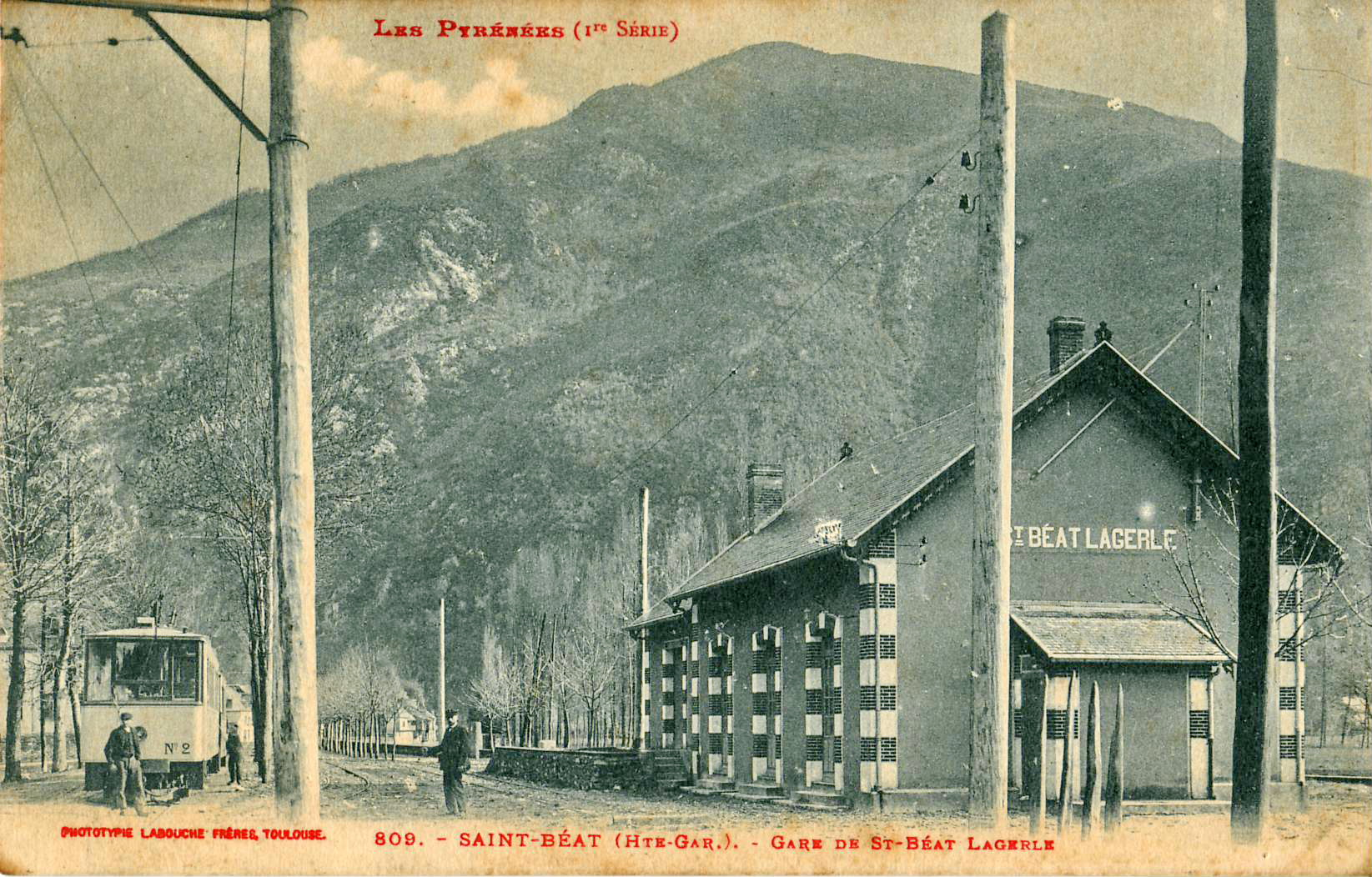
Station de Saint-Béat Lagerle

La ligne de Marignac au Pont-du-Roy était une ligne de chemin de fer secondaire à voie métrique électrifiée dès l'origine, de type tramway rural, longue de 15 kilomètres. 
Elle avait son origine à Marignac (Haute-Garonne), devant la gare de Marignac - Saint-Béat pour  terminer au Pont-du-Roy (ou Pont-du-Roi) (commune de Fos (Haute-Garonne)), à l'entrée de la vallée du Val d'Aran et à proximité de la frontière avec l'Espagne.
Mise en service en 1914, la ligne est fermée partiellement en 1953 et totalement en 1954.

## Histoire

### Concession
Au mois de février 1905, le conseil municipal de Saint-Béat émet un vœu pour la construction d'un chemin de fer à voie étroite reliant Marignac à un terminus près de la frontière espagnole. Les ingénieurs émettent un avis favorable à sa construction et indiquent qu'au vu du trafic probable, elle pourrait être classée dans les lignes à construire du département. 
L'obstacle majeur relevé, est l'opposition probable du ministre de la guerre qui a jusqu'à maintenant opposé un refus aux projets de lignes de pénétration en Espagne. Dans sa séance du 24 août 1905, le Conseil général de Haute-Garonne émet un avis favorable à une démarche pour obtenir l'autorisation de construction de la ligne auprès du Ministre de la guerre. Lors de la session d'avril 1906, le Préfet indique à l'assemblée qu'il a écrit au Ministre de la guerre le 14 janvier 1906 et qu'il y a deux projets soumis à l'enquête d'utilité publique (arrêtés des 8 et 14 janvier 1906). 
Le premier, présenté par M. Ponsolle, domicilié 43 boulevard de Beauséjour à Paris, fait le choix d'un tramway électrique et le second, présenté par MM. Picquet, Rochette et Capdeville, domiciliés rue de Provence à Paris, opte pour un chemin de fer à vapeur. La réponse du Ministre de la guerre, courrier du 23 mars 1906, est positive : du fait d'accords récents entre la France et l'Espagne sur les liaisons ferrées internationales, il ne s'oppose plus par principe et réserve cependant ses conditions éventuelles lors de la présentation des avant-projets aux conférences mixtes règlementaires.

## Exploitation
La ligne est mise en service en 1914.
Le 14 mars 1914 commence l'exploitation voyageurs marchandises.
En 1927, l'exploitation compte 35 agents.
La fermeture intervient en deux étapes : la section comprise entre   Saint-Béat-Carrières et le  Pont-du-Roy, longue de 11 km est  fermée en 1953 et la section comprise entre Marignac - Saint-Béat et Saint-Béat-Carrières, longue de 4 km,   en 1954.

## Fréquentation
En 1927, la ligne de tramway est desservie dans chaque sens et en hiver par sept circulations, mixtes voyageurs-marchandises et par huit en été.
En 1926 — année au cours de laquelle sont créés les allers retours — la ligne compte 98 802 billets vendus.
En 1927, la ligne compte 89.813 billets vendus.
| Marchandise | 1927   | 1926   |
| ----------- | ------ | ------ |
| minerai     | 11.958 | 11.068 |
| chaux       | 24.352 | 24.335 |
| bois        | 3.774  | 4.932  |
| total       | 40084  | 40335  |

Avec 466 287,51 francs de dépense et 478 788,72 francs de recettes, la marge est de 2.68%.